# Instituto de Ciencias Marinas de Roatán
El Instituto de Ciencias Marinas de Roatán, o del título original en idioma inglés Roatan Institute of Marine Science (RIMS) es un centro de investigación científica localizada en Roatán, departamento de Islas de la Bahía, en la república de Honduras.
Fundado en Anthony’s Key Resort, Isla de Roatán en 1989, mediante una sociedad con el único fin de investigar los arrecifes de coral, la vida acuática en general de la zona costera de Honduras y alrededores. El instituto también cuenta con un pequeño museo marino y el "Dolphin Discovery Camp" para el estudio del comportamiento de delfines (dos cuando se comenzó) y en la actualidad la población del delfinario es de veinticinco cetáceos. 
El Instituto cuenta con programas de investigaciones científicas de algunas universidades estadounidenses y es visitado por estudiantes de biología periodicamente.
Héctor e Iván son dos de los delfines, que se mantienen en estudio avanzado del comportamiento a cargo del psicólogo doctor Stan Kuczaj, estos delfines manifiestan en conjunto un lenguaje complejo, base del estudio científico para comprenderles mejor.